# 茹伊莱兰斯
茹伊莱兰斯（法語：Jouy-lès-Reims，法語發音：[ʒwi lɛ ʁɛ̃s]，意为“兰斯附近的茹伊”）是法国马恩省的一个市镇，属于兰斯区。

## 地理
茹伊莱兰斯（49°12'55"N, 3°55'43"E）面积1.86 平方千米，位于法国大東部大區马恩省，该省份为法国东北部内陆省份，北起阿登省，西北接埃纳省，西南接塞纳-马恩省，南至奥布省，东南接上马恩省，东临默兹省。
与茹伊莱兰斯接壤的市镇（或旧市镇、城区）包括：布伊、莱梅讷、帕尔尼莱兰斯、多芒日城。

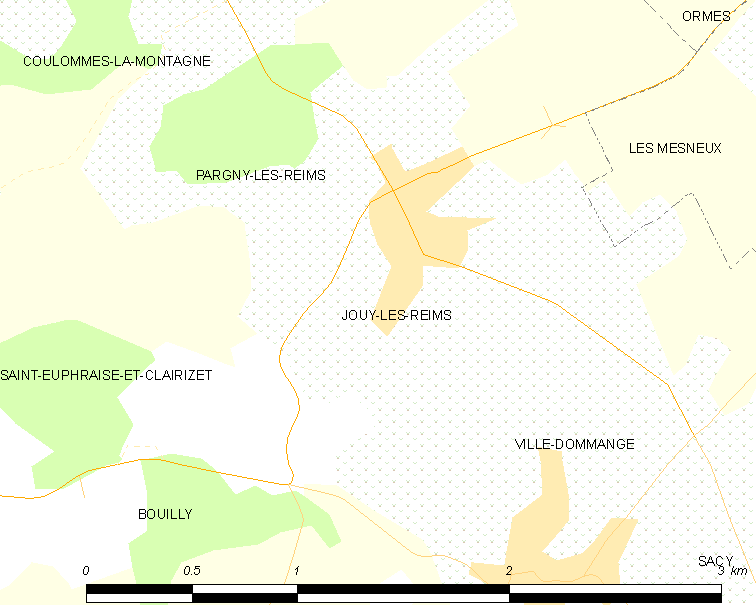
茹伊莱兰斯的OSM定位图

茹伊莱兰斯的时区为UTC+01:00、UTC+02:00（夏令时）。

## 行政
茹伊莱兰斯的邮政编码为51390，INSEE市镇编码为51310。

## 政治
茹伊莱兰斯所属的省级选区为菲姆-兰斯山县。

## 人口

1962-2008年间茹伊莱兰斯人口变化图示

茹伊莱兰斯于2022年1月1日时的人口数量为208人。